# Medal of Honor: Allied Assault Breakthrough
Medal of Honor: Allied Assault — Breakthrough (Медаль за Отвагу: Второй Фронт — Прорыв) — компьютерная игра, разработанная компанией TKO Software и изданная Electronic Arts в 2003 году. Дополнение к Medal of Honor: Allied Assault.

## Игровой процесс
Medal of Honor: Allied Assault Breakthrough — шутер от первого лица. Игрок движется по так называемым «коридорным уровням» и уничтожает встречающихся на пути врагов. Миссии предусматривают спасение пленников и проведение диверсий.

## Сюжет

### Тунис(Операция «Факел»)
- Битва за перевал Кассерин 1

20 февраля 1943 года, перевал Кассерин, Северная Африка

Миссия начинается на территории американской военной базы. Сержант армии США Джон Бейкер, главный герой игры, едет на джипе, попутно получая вводную от генерал Уитерса. Затем главного героя высаживают на поле боя, где вовсю идёт перестрелка между американскими и немецкими солдатами и танками. Совсем скоро все американские силы уничтожаются превосходящими силами врага, и главному герою предстоит практически в одиночку прорываться через первую линию обороны немцев; попутно уничтожая солдат и танки. После этого предстоит открыть тяжёлые ворота, преграждающие путь (для этого нужно найти нужный рычаг, предварительно зачистив небольшой бункер). Затем нужно захватить немецкую артиллерию в количестве двух 88-мм зенитных пушек (просто уничтожив расчёты орудий, причём одно орудие можно уничтожить, расстреляв из танковой пушки), а после зачистить немецкий бункер и уничтожить всё оборудование связи, а также обыскать бункер на предмет наличия важных документов. В конце миссии герою предстоит встретиться с союзниками. Ситуация серьёзно усложняется песчаной бурей, которая сильно снижает видимость.
- Битва за перевал Кассерин 2

Продолжение предыдущей миссии
Главный герой едет на джипе в составе небольшой колонны танков, занимающихся разминированием местности. Неожиданно колонна попадает под обстрел артиллерии, которая уничтожает ведущий танк, и главному герою приходится спешиться, дабы в одиночку (поддержка со стороны союзников весьма незначительна) обойти с тыла (преодолев при этом минное поле с помощью миноискателя) и уничтожить артиллерию в количестве трёх орудий. Затем нужно сопровождать колонну через каньон, попутно отстреливая немецких гранатомётчиков, артиллеристов, а также снайперов и пулемётчиков. Колонна останавливается перед минным полем, вперёд идёт танк с противоминным тралом, однако в конце поля он повреждается миной и пока его чинят, герой продолжает путь в одиночку, спускаясь во вражеский бункер со складом снабжения противника и минируя его.
- Бизертинский канал

Американские войска штурмуют Бизерту. Главному герою предстоит форсировать канал вместе с четырьмя товарищами, трое из которых гибнут на переправе, освободить британских военнопленных в городской крепости и зачистить её, а затем встретиться с агентом УСС и с его помощью проникнуть в тыл противника.
- Гавань Каррьера

Продолжение предыдущей миссии
Агенты, маскируясь под итальянских офицеров, пробираются в гавань городка Каррьер. Главный герой попадает на немецкий корабль, где захватывает важные документы, взрывает судно и с боем выбирается из города.

### Сицилия(Операция «Эскимос»)
- Приземление планёра

10 июля 1943 года, где-то над Сицилией, Италия
Начинается высадка над Сицилией. Бейкер летит на планере, однако планер получает повреждения от зенитного огня и падает. Единственный оставшийся в живых сержант пробивается на встречу с союзниками из 82 ВДД, попутно уничтожая несколько зенитных орудий и итальянский бронеавтомобиль.
- Аэродром в Кальтаджироне

Бейкер вместе с лейтенантом Филлипсом прорываются к заставе, где захватывают джип и едут на итальянский аэродром, отстреливаясь по пути от итальянских солдат. Прибыв на аэродром, они разделяются: пока лейтенант отвлекает вражеские подкрепления, сержант проникает на аэродром, повреждает истребители и поднимает тревогу, уничтожая остатки охраны, а затем наблюдает, как взлетающие по тревоге истребители падают, взрываясь и разрушая аэродром.
- Джела

Вместе с лейтенантом Линдоном, помогшим герою скрыться с аэропорта, Бейкер движется к городку Джела. Но на пути к городу Бейкер со спутником сталкиваются с танком, который уничтожают с помощью базуки. Затем сержант, уничтожив немецкий взвод и забрав припасы, соединяется с отрядом десантников из 82 ВДД и они начинают зачистку и захват города. Дойдя до его окраины, Бейкер с помощью миномётов и базуки останавливает танковую атаку итальянцев.

### Италия (Горное сражение)
- Монтекассино 1

12 января 1944 года, Монтекассино, Италия
Бейкер с товарищами на джипе направляется к позиции британцев, но попадает в засаду: джип уничтожен, товарищи мертвы. Отбившись от врага, Бейкер прибывает на позицию британцев, где готовится к отправке в город небольшой отряд с медиком для спасения раненных, но тут начинается немецкая атака. Сержант с санитаром пробиваются по разрушенным улицам города, помогая раненым и уничтожая противника.
- Монтекассино 2

Продолжение предыдущей миссии
Сражение затихло, однако в городе осталось большое количество раненых солдат. Сержант вместе с санитаром принимаются за их поиски. Пробираясь по городу, главный герой освобождает из плена британского капитана, узнав от него, что неподалёку находится немецкая база, где держат других пленных. Бейкер в одиночку зачищает базу и принимает тяжёлый бой со снайперами и гранатомётчиками противника, прикрывая эвакуацию.
- Анцио

22 января 1944 года, Анцио, Италия
Бейкер в одиночку высаживают недалеко от немецких позиций с заданием уничтожить батарею тяжёлых железнодорожных пушек. Устроив засаду на вражеский конвой и перебив вражеские посты, Бейкер взырвает первое орудие, захватывает итальянскую бронедрезину и по железной дороге прорывается ко второму орудию, протаранив его и уничтожив все немецкие позиции.
- Монте-Батталья

28 сентября 1944 года, Монте-Батталья, Центральная Италия
Бейкер с товарищами развозит боеприпасы по укреплённым точкам Союзников, помогая гарнизонам отбивать яростные итальяно-немецкие атаки. Он получает задачу следовать в удерживаемый американцами замок и с тяжёлыми боями прорывается туда по гористой местности. В замке сержант помогает с трудом удерживающим оборону американцам уничтожить немецкие части. Понимая, что им не удержать замок, командование принимает решение отступить и вызвать авиацию, а Бейкер со снайперской винтовкой уничтожает немецких сапёров, пытающихся подорвать радиоантенну и сорвать бомбардировку.
Для рукопашной атаки (нажатие клавиши альтернативной атаки) можно использовать любое стрелковое нестационарное вооружение, кроме снайперских винтовок (при нажатии клавиши альтернативной атаки включается использование оптического прицела), ручных гранат (происходит ближний бросок) и гранатомётов. В одиночной игре имеется несколько типов взрывчатки, тогда как в сетевой игре взрывчатка в виде динамитных шашек может быть использована только в режиме «поиск и уничтожение». В отдельных миссиях одиночной игры протагонисту доступно вождение и управление оружием немецкого танка PzKpfw IV, немецким зенитным орудием Flak 88, противотанковой пушкой Böhler M35, счетверённой зенитной пушкой Flakvierling 38, а также вооружением итальянского железнодорожного бронеавтомобиля AB 41.

## Оценки
| Сводный рейтинг | Сводный рейтинг |
| Агрегатор       | Оценка          |
| --------------- | --------------- |
| GameRankings    | 68,93 %         |